# حصارسفید (بیجار)
حصارسفید (بیجار)، روستایی از توابع بخش مرکزی شهرستان بیجار در استان کردستان ایران است مردم این روستا به زبان کردی سورانی تکلم میکنند و مذهبشان سنی شافعی است

## جمعیت
این روستا در دهستان نجف‌آباد (بیجار) قرار دارد و براساس سرشماری مرکز آمار ایران در سال ۱۳۸۵، جمعیت آن ۲۸۸ نفر (۶۰خانوار) بوده‌است.